# Jaime Bores
Jaime Antonio Bores Rebollar más conocido como Jaime Bores (San Sebastián, 12 de mayo de 1968) es un presentador de televisión y modelo español.

## Biografía
Nacido de padres lebaniegos, comenzó trabajando como modelo con tan sólo 14 años para la agencia Life. En 1989 se traslada a Madrid, donde compagina sus estudios de Publicidad con su carrera de modelo. Más tarde, se licencia en Ciencias de la Información por la Facultad de Ciencias de la Información (Universidad Complutense de Madrid).
En 1992 debuta en televisión como disc jockey del programa musical Los 40 Principales, de Canal+. Tras un breve periodo trabajando junto a Isabel Gemio como azafato del programa Lo que necesitas es amor (1993), de Antena 3, se incorpora a la plantilla del recién creado espacio informativo Madrid directo, en Telemadrid, donde ejerce como hombre del tiempo entre 1994 y 1997. 
En el otoño de 1994 se le pudo ver en calidad de actor en el vídeo de promoción del tema con el que Ana María González representó a España en el Festival de la OTI. Aprovechó su inicial proyección en televisión para participar en el reparto de la película Boca a boca (1995), de Manuel Gómez Pereira. 
En 1997 le llega su gran oportunidad al ser fichado por Televisión Española para conducir un espacio en solitario. Se trata del talk show Digan lo que digan, que se mantiene en pantalla hasta 1999 y que le proporciona gran popularidad así como una nominación al TP de Oro de 1998 como Mejor Presentador. Después vendría, también en la cadena pública el programa de evocación Tal como éramos (1998), junto a Salomé y el concurso Quién con quién (1999).
Regresa en 2000 a Telemadrid, donde presenta el concurso Números rojos. Tras esto, se retiró voluntariamente de los medios durante unos años, hasta que reapareció en Antena 3 en los programas La granja (2004), Pelopicopata (2005) y La buena onda de la tarde (2005), tras lo cual volvió a retirarse de la televisión, retiro del que sólo salió para conceder una entrevista sobre su carrera a La noria en julio de 2011.
Poco después de su entrevista en La noria, en septiembre de 2011 ficha por Telemadrid junto a Emilio Pineda para regresar a Madrid directo como presentador con Yolanda Maniega y el propio Emilio.
En enero de 2012 comienza a compaginar su labor de presentador en Madrid directo de Telemadrid con la presentación del programa Vuélveme loca de Telecinco en el que sustituye a Patricia Pérez en la presentación del programa, copresentando junto a Tania Llasera. Vuélveme loca  había dado un giro radical de contenidos, en una campaña crucial de Telecinco por suavizar su imagen de cadena telebasura, tras el boicot al programa La noria. En su nuevo enfoque, el programa copresentado por Bores, apenas llegó al 9 % de cuota de audiencia, por lo que fue suspendido el mismo 29 de enero.